# Mont Koizumi
Le mont Koizumi (小泉岳, Koizumi-dake) est un stratovolcan culminant à 2 158 m d'altitude dans le groupe volcanique Daisetsuzan des monts Ishikari en Hokkaidō au Japon.